# 2010年冬季奥林匹克运动会跳台滑雪比赛
2010年冬季奧林匹克運動會的跳台滑雪比賽由2月12日至22日在威士拿奥林匹克公园舉行，共會頒發3枚金牌。

## 参赛资格
- 最多共有70名运动员参加比赛，只设男子项目，其中每个奥委会不超过5人，同一奥委会每个单项个人赛中不超过4人，而接力赛则不可以超过1队（4名队员）。
- 东道主加拿大在所有项目中都至少拥有1个名额
- 前60名依据排名分配。
- 最后10个名额分配给获得4个名额的奥委会少于12个的项目，并分配给以获得3个名额的奥委会
- [1]

## 各國獎牌榜
| 排名 | 国家／地区    | 金牌 | 银牌 | 铜牌 | 總數 |
| ---- | ------------- | ---- | ---- | ---- | ---- |
| 1    | 瑞士（SUI）   | 2    | 0    | 0    | 2    |
| 2    | 奥地利（AUT） | 1    | 0    | 2    | 3    |
| 3    | 波兰（POL）   | 0    | 2    | 0    | 2    |
| 4    | 德国（GER）   | 0    | 1    | 0    | 1    |
| 5    | 挪威（NOR）   | 0    | 0    | 1    | 1    |

## 各項成績

### 男子
| 項目             | 金牌                                                                                   | 金牌    | 银牌                                                                      | 银牌    | 铜牌                                                                     | 铜牌    |
| 个人赛（普通台） | 西蒙·阿曼（瑞士）                                                                      | 276.5分 | 亚当·马维什（波兰）                                                       | 269.5分 | 格雷戈尔·施利伦曹尔（奥地利）                                            | 268.0分 |
| 个人赛（大台）   | 西蒙·阿曼（瑞士）                                                                      | 283.6分 | 亚当·马维什（波兰）                                                       | 269.4分 | 格雷戈尔·施利伦曹尔（奥地利）                                            | 262.2分 |
| 团体赛（大台）   | 奥地利 · 沃尔夫冈·洛伊策 · 安德烈亚斯·科夫勒 · 托马斯·莫根施特恩 · 格雷戈尔·施利伦曹尔 | 1107.9  | 德国 · Michael Neumayer · 安德烈亚斯·旺克 · 马丁·施米特 · 米夏埃尔·乌尔曼 | 1035.8  | 挪威 · 安德斯·巴达尔 · Tom Hilde · Johan Remen Evensen · 安德斯·雅各布森 | 1030.3  |

## 外部連結
- 本屆奧運跳台滑雪比賽時間表（页面存档备份，存于）
- 国际滑雪联合会官方网站（英文）（页面存档备份，存于）
- 2010年冬季奥林匹克运动会官方网站（英文）（页面存档备份，存于）
- 国际奥委会官方网站